# Pradosegar (kommunhuvudort)
Pradosegar är en kommunhuvudort i Spanien.   Den ligger i provinsen Provincia de Ávila och regionen Kastilien och Leon, i den centrala delen av landet, 120 km väster om huvudstaden Madrid. Pradosegar ligger 1 171 meter över havet och antalet invånare är 230.
Terrängen runt Pradosegar är huvudsakligen lite bergig. Pradosegar ligger nere i en dal. Runt Pradosegar är det glesbefolkat, med 12 invånare per kvadratkilometer. Närmaste större samhälle är Solosancho, 14,0 km öster om Pradosegar. Trakten runt Pradosegar består i huvudsak av gräsmarker.